# Micranthes tilingiana
Micranthes tilingiana är en stenbräckeväxtart som först beskrevs av Eduard August von Regel och Tiling, och fick sitt nu gällande namn av Komarov. Micranthes tilingiana ingår i släktet rosettbräckor, och familjen stenbräckeväxter. Inga underarter finns listade i Catalogue of Life.